# 小行星1632
小行星1632（1632 Siebohme）是一颗围绕太阳公转的小行星。1941年2月26日，卡爾·威廉·萊茵姆特在海德堡发现了此天体。
該小行星以德國天文學家齊格弗里德·伯姆（Siegfried Böhme）命名。
这颗小行星的绝对星等为126.19813等。